# تاتيانا سيدورينكو
تاتيانا إيفانوفنا سيدورينكو ( (الروسية: Татьяна Ивановна Сидоренко)  من مواليد 4 يوليو 1964 في موسكو ، روسيا ) هي لاعبة كرة طائرة سوفييتية سابقة حاصلة على الميدالية الذهبية الأولمبية . 
في التسعينيات ، كانت سيدورينكو تلعب في المنتخب الكرواتي الوطني للسيدات لكرة الطائرة . 

## روابط خارجية
- تاتيانا سيدورينكو على موقع أوليمبيديا (الإنجليزية)

- سيرة تاتيانا سيدورينكو والنتائج الأولمبية ، من https://www.sports-reference.com/ ؛ استرجعت 2010-12-11.